# Ertzaintza
L'Ertzaintza és la policia integral del País Basc. Va ser creada en 1982, en desplegament de l'Estatut d'Autonomia del País Basc de 1979. Es denomina ertzaina a cada agent de l'Ertzaintza. En l'actualitat, el 90% dels agents dels 8.000 que disposa el cos en tot el País Basc, són homes. Disposa de 25 comissaries desplegades en les diferents comarques basques.
Actualment l'ertzaintza té totes les competències en orde públic, seguretat ciutadana, trànsit i jocs i espectacles del País Basc. El cos depèn del Departament d'Interior del Govern Basc.

## Antecedents
Els orígens de l'Ertzaintza actual, com a força policial integral basca, poden remuntar-se a les velles milícies municipals, que eren organitzacions populars al servici dels ajuntaments, creades per a satisfer la necessitat de la seguretat pública. No obstant això, no va ser fins al segle xix quan, deixant de costat esforços voluntaristes, s'arriba a la creació del cos com una policia professional. Va ser una resposta resolta al bandidatge, que era conseqüència de les convulsions polítiques i socials de final del segle xviii. El context decisiu per a la seua configuració es va donar durant la Primera Guerra Carlina, quan els Miqueletes de Biscaia i de Guipúscoa i els Minyons d'Álava van començar les seues activitats.
Durant la Guerra Civil, el primer Govern Basc de José Antonio Aguirre, assumint les seues competències de manteniment de la pau social i l'orde públic, dissol els cossos de seguretat existents i crega una nova organització policial que es cridaria Ertzaña encara que el seu primer nom va ser Policia Militar d'Euzkadi. Estava formada per l'Ertzaña de peu i l'Ertzaña Igiletua, o secció motoritzada. El conseller de Governació (Interior) era Telesforo Monzón i la seua seu es trobava en el palauet d'Ibaigane de Bilbao (actual seu del Athletic Club de Bilbao).
La paraula Ertzaiña («Atenció del poble») va ser creada per Esteban Urkiaga «Lauaxeta», famós escriptor nacionalista basc afusellat pels franquistes durant la Guerra Civil espanyola.

## Implantació
El projecte d'implantació de la policia autonòmica basca va ser elaborat per la conselleria d'Interior del Govern Basc, i aprobat per la Junta de Seguretat del País Basc. Seguint aquest pla, els primers ertzaines van ocupar l'agost de 1984, les comissaries de Bergara i Beasain. El pla preveia que, en el termini de quatre anys, 6.000 agents de l'erzantza s'encarreguessin de les tasques d'ordre públic i seguretat, seguint l'Estatut de Gernika.
El juliol de 2024 la ertzaintza va assumir el control de l'ordre públic i la integritat de les persones i el patrimoni als aeroports i ports bascos, que exercien la Guàrdia Civil i el Cos Nacional de Policia.

## Acadèmia de l'Ertzaintza: Arkaute
En un primer moment, en 1980 es va establir un camp provisional d'entrenament per als "Berrozi", embrió de l'actual cos policial. Amb el pas del temps es va crear una acadèmia estable en Arkaute (Álava) per a les següents promocions. Sent lehendakari Carlos Garaikoetxea i conseller d'Interior Luis María Retolaza, es va inaugurar en 1982 la seua actual seu. El seu primer director va ser, durant quatre anys, Juan Porres Azkona.

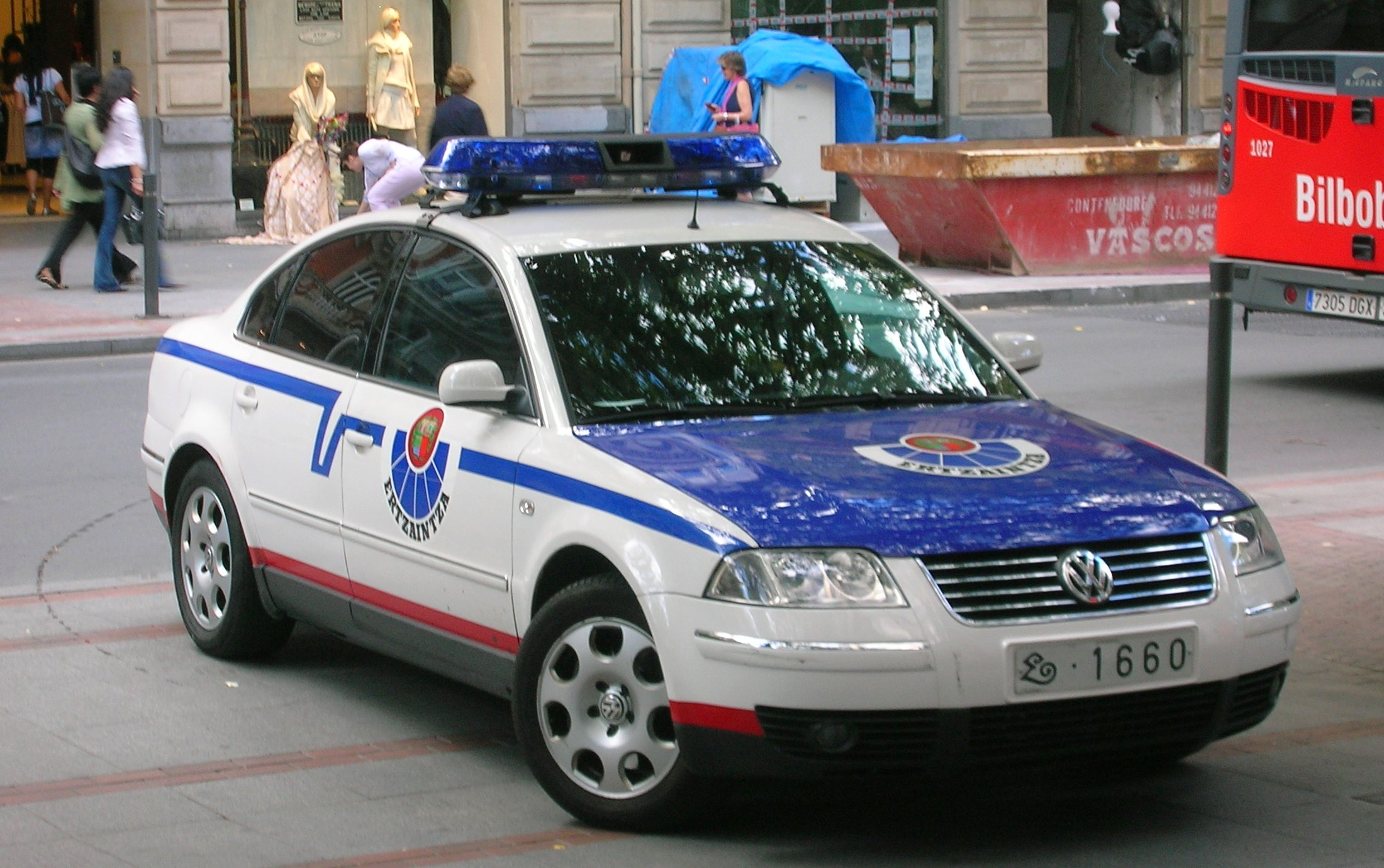
Vehicle de l'Ertzaintza

Fins a 2007, han passat per l'acadèmia 20 promocions d'agents. Per a la 21a promoció, convocada a l'abril de 2007, es van oferir 120 places, que per primera vegada s'han separat en 60 places únicament per a dones i altres 60 places mixtes. La missió d'esta nova promoció no és una altra que la d'aconseguir la xifra dels 8.000 agents acordada entre el Departament d'Interior del Govern basc i el Ministeri d'Interior del Govern d'Espanya en 2004.
A l'estiu de 2007 una interlocutòria del Tribunal Suprem ha resolt el recurs del Govern Basc sobre la presència o no de la bandera espanyola en l'exterior de l'acadèmia, obligant a la institució basca a què ondege el dit símbol sempre que s'ice qualsevol bandera, havent d'estar en eixe cas totes presents. Des d'octubre del 2007 la bandera d'Espanya està hissada en l'Acadèmia junt amb la ikurriña i a la bandera de l'Ertzaintza.

## Formació
En l'actualitat (2007) el curs bàsic té una duració de nou mesos, en els que els futurs agents, després d'haver superat un període d'oposició de prop d'un any, aprenen les diferents disciplines que els seran útils en el seu futur laboral. Després d'un període mínim de 12 mesos de pràctiques prestant servici actiu en els carrers, els agents són designats funcionaris de carrera. En la 19a promoció, per exemple, per a un total de 250 places, que finalment serien ampliades a 450, es van presentar prop de 3.000 aspirants, i després de superar les diferents proves de preselecció i els nou mesos d'acadèmia, tan sols van eixir al carrer uns 400, ja que superar el període d'oposició no significa superar l'acadèmia.
A pesar de tindre gran importància, el coneixement de l'èuscar no és requisit indispensable per a accedir al curs.

## Graus i escales
Superior
- Superintendent
- Intendent

Executiva
- Comissari
- Sotscomissari

Inspecció
- Oficial
- Sotsoficial

Bàsica
- Agent 1r
- Agent

## Divisions o grups especials de l'Ertzaintza
- Seguretat ciutadana
- Seguretat ciutadana, operatiu
- Seguretat ciutadana, patrulla rural
- Unitats de trànsit
- Unitats de trànsit, motorista
- Brigada mòbil, Secció de Rescat de Muntanya.
- Brigada mòbil, Secció de Rescat de Busseig.
- Brigada mòbil, Antiavalots
- UDE desactivador d'explosius
- Berrozi, escortes, Intervenció i subsòl
- Unitat d'helicòpters, pilot
- Grup operacional caní
- Grup d'estupefaents
- Grup de delictes informàtics
- Grup de protecció personal (escortes, violència de gènere, etc.)
- Anàlisi Grup d'intel·ligència
- Grup de jocs i